# Locked Out of Heaven
"Locked Out of Heaven" är en låt av Bruno Mars från hans andra studioalbum Unorthodox Jukebox som gavs ut den 1 oktober 2012. "Locked Out of Heaven" är en new wave-, funk- och reggaerocklåt, skriven av Mars, Philip Lawrence och Ari Levine.